# Agrammes
Agrammes o també Xandrames (en grec antic Άγραμμες o Ξανδράμης) va ser un rei de la Gangàrida a l'Índia, del temps d'Alexandre el Gran. Els historiadors actuals l'identifiquen com a l'últim rei de Nanda. Agrammes pot ser una transcripció grega de la paraula sànscrita "Augrasainya", literalment 'fill o descendent d'Ugrasena'. Ugrasena és el nom del fundador de la dinastia segons la tradició budista.
La llegenda diu que era el fill d'un barber i que la reina del país s'hi va casar i el va portar al poder. Alexandre estava preparant un atac al seu regne quan els seus soldats el van obligar a abandonar l'Índia.